# Lorcher Fälschungen
Lorcher Fälschungen ist eine Bezeichnung für die Veränderung oder Fälschung einiger Urkunden und Briefe für und über das Bistum Passau, die wahrscheinlich im 10. Jahrhundert verfasst wurden und Passau als legitimen Nachfolger des antiken Erzbistums Lauriacum (Lorch) bezeugen sollen.

## Inhalt
Die sogenannten Lorcher Fälschungen betreffen sechs Papsturkunden, einen Brief von König Arnulf, zwei Schreiben von Erzbischof Hatto von Mainz an einen Papst, sowie einen Brief von Bischof Pilgrim von Passau an Papst Benedikt VI.
In den Schreiben wurde darauf verwiesen, dass das Bistum Passau Nachfolger des antiken Bistums Lauriacum (Lorch) sei, das im 8. Jahrhundert von den Awaren zerstört worden war. Bischof Vivilo sei aus Lauriacum nach Passau gegangen und habe dort das Bistum weitergeführt. Weiter wird in den Schreiben behauptet, Bischof Reginar sei im 9. Jahrhundert zum Erzbischof geweiht worden und habe in Mähren missioniert. Ziel der Fälschungen war es, ein Vorrecht vor dem Erzbistum Salzburg bei der Christianisierung und kirchlichen Organisation in Ungarn und angrenzenden Gebieten zu erlangen, und die Erhebung in den Rang eines Erzbistums.

## Geschichte
Es ist heute sehr schwer zu rekonstruieren, welche Teile der Schreiben echt und welche verändert oder gefälscht wurden. Wahrscheinlich fanden die Veränderungen Ende des 10. Jahrhunderts zur Zeit von Bischof Pilgrim und wahrscheinlich auf seine Veranlassung hin statt.
Im Mittelalter wurden mitunter Urkunden oder andere Dokumente vorsätzlich gefälscht, um bestimmte Ansprüche nachweisen zu können.
Das beabsichtigte Ziel der Lorcher Fälschungen wurde nicht erreicht, das Erzbistum Salzburg behielt die Oberhoheit über die Kirchenorganisation im Osten.
Im 13. Jahrhundert erweiterte Albert Behaim, Domherr in Passau, die Fälschungen noch einmal.